# ジェイスモ

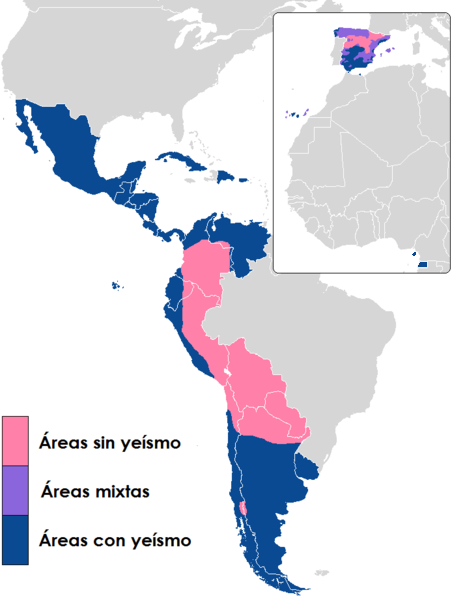
ジェイスモでない地域（赤)
ジェイスモの傾向が見られる地域（紫）
ジェイスモである地域（青）

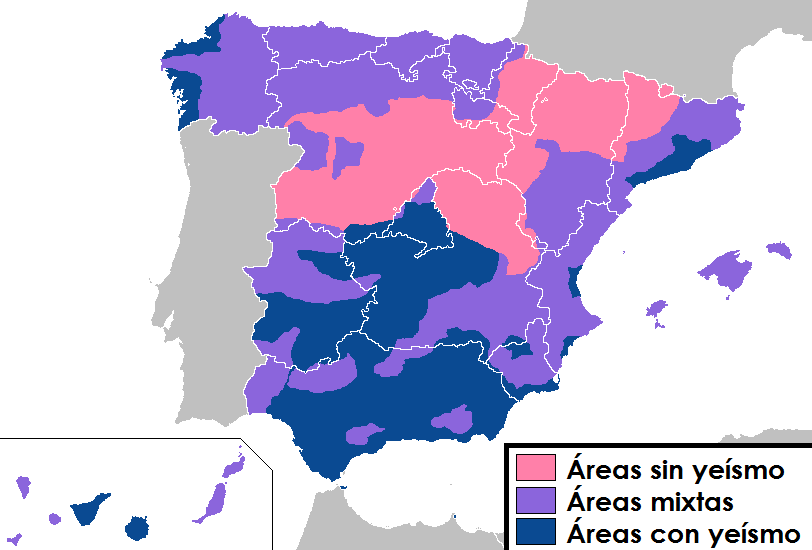
スペインにおけるジェイスモの状況：
ジェイスモでない地域（赤）
ジェイスモの傾向が見られる地域（紫）
ジェイスモの地域（青）

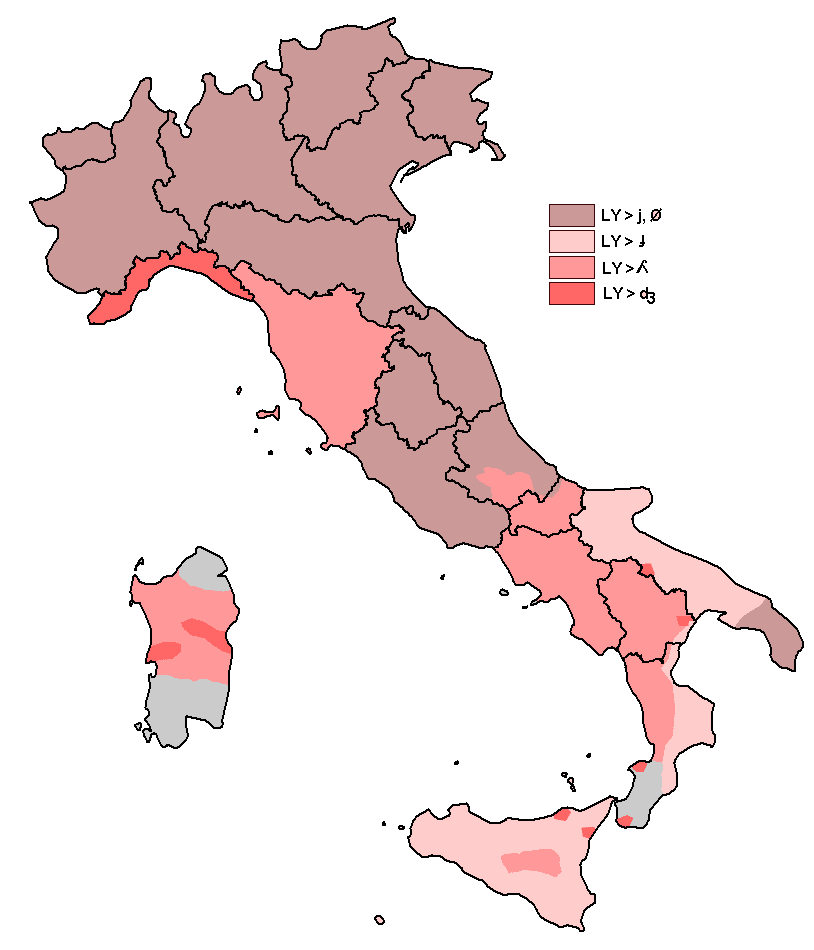
イタリア国内における“gli-”の発音分布図

ジェイスモ（西: yeísmo スペイン語発音: [ɟ͡ʝeˈiz.mo]、Y-ismの意）とは、スペイン語の音素 ll /ʎ/（リャ行に近い）を、y と同じように有声硬口蓋摩擦音 [ʝ]（ヤ行に近い）や有声硬口蓋破擦音 [ɟ͜ʝ]（ジャ行に近い）などで発音する、スペイン語圏で広く見られる現象のこと。そのような発音をする人を、ジェイスタ (yeísta) という。文献によっては、イェイスモと表記されることもある。
また、アルゼンチンやウルグアイで話されるリオプラテンセ・スペイン語では、これを有声後部歯茎摩擦音[ʒ]で発音するため、（カタカナ上は表記が一緒だが）ジェイスモ（西: zheísmo）と呼ばれる。特に、ブエノスアイレス周辺では、これが無声音化して無声後部歯茎摩擦音[ʃ]になるため、シェイスモ（西: sheísmo）とも呼ばれる。

## 概要
スペイン、中南米の多くの方言で見られ、硬口蓋側面接近音 [ʎ]（リャ行に近い）で発音するのが標準語とされていたスペインでも今ではジェイスモの発音が多くの地域で用いられている。
一方、スペインのカスティーリャ・イ・レオン、カスティーリャ・ラ・マンチャ、ムルシア、エストレマドゥーラの一部や、スペイン語以外の言語が存在するカタルーニャ、バレンシア、アストゥリアス、ガリシア、ナバラ、バスク、南米のボリビアとパラグアイの全域、ペルーのアンデス山脈、エクアドルとアルゼンチンの一部、コロンビアの高地では現在も [ʎ] の発音が残っている。
ジェイスモは次のような同音異義語を生み出している。
- poyo - pollo
- vaya - valla

また、スペイン語において y の前に i がたつことを許さず、その流れからすると /iʝ/ という音素の並びが現れることはありえない。一方、ll の前に i が来る単語はかなり多いため、ジェイスモにより /iʝ/ という音素の並びが多く現れるようになった。
エクアドルとアルゼンチンの一部では ll を [ʑ]、y を [ʝ] または硬口蓋接近音 [j] で発音する区別が存在する。ペルーでは逆に ll がやわらかいヤ行で発音されることが多く、y がジャ行音になりやすい傾向がある。

## スペイン語以外で類似する現象
- ガリシア語 - ll（スペイン語と同じ）
- カタルーニャ語 - ll /ʎ/ を [j] で発音する傾向があり、これをカタルーニャ語でイェイスム (ieisme) と呼ぶ。マヨルカ島の名前もこの現象に由来すると言われる：本来は「大きな島」を意味する「Maiorca」「Mayorca」であったが、のちに綴りが同音の「Mallorca」に変わった[2]。なおカタルーニャ語では、llとは別にŀl /ll/ が存在するが、これは/ʎ/とは異なるので要注意（イタリア語のllに相当）。
- 南米の先住民の言語への影響もあり、ケチュア語の “ll” はもともと [ʎ] で発音したが、スペイン語のジェイスモの影響が見られる。
- イタリア語でも似た現象が見られ、“gli-” と書いて音素 /ʎ/ をあらわすが、人や地域によってこれをヤ行 [j] で発音することがある。
- フランス語の -il, -ill [j]（例えばtravailやfille）も [ʎ] から変化したとされている。
- スロベニア語でも “lj” と書いて /ʎ/ をあらわすが、これをヤ行で発音する傾向があり、たとえばスロベニアの首都リュブリャナ (Ljubljana) は「ユブヤナ」のように発音することがある。
- ポルトゥニョール・リヴェレンセ - ポルトガル語の lh（時にスペイン語の ll）を [j] と発音する。